# Леніногорський район
Леніногорський район (рос. Лениногорский район, тат. Лениногорск районы) — муніципальний район у складі Республіки Татарстан Російської Федерації.
Адміністративний центр — Леніногорськ.

## Адміністративний устрій
До складу району входять одне міське та 24 сільські поселення:
| №  | Муніципальне утворення                | №  | Муніципальне утворення                   |
| -- | ------------------------------------- | -- | ---------------------------------------- |
| 1  | Леніногорськ                          | 14 | Новочершелінське сільське поселення      |
| 2  | Глазовське сільське поселення         | 15 | Письмянське сільське поселення           |
| 3  | Зай-Каратайське сільське поселення    | 16 | Сарабікуловське сільське поселення       |
| 4  | Зеленорощинське сільське поселення    | 17 | Староіштеряцьке сільське поселення       |
| 5  | Івановське сільське поселення         | 18 | Старокувацьке сільське поселення         |
| 6  | Каркалінське сільське поселення       | 19 | Старошугуровське сільське поселення      |
| 7  | Кармалкинське сільське поселення      | 20 | Сугушлінське сільське поселення          |
| 8  | Керлігацьке сільське поселення        | 21 | Тимяшевське сільське поселення           |
| 9  | Куакбаське сільське поселення         | 22 | Туктарово-Урдалінське сільське поселення |
| 10 | Мічуринське сільське поселення        | 23 | Урмишлінське сільське поселення          |
| 11 | Мукмін-Каратайське сільське поселення | 24 | Федотовське сільське поселення           |
| 12 | Нижньочершилінське сільське поселення | 25 | Шугуровське сільське поселення           |
| 13 | Новоіштеряцьке сільське поселення     |    |                                          |

## Відомі уродженці
- Тагіров Індус Різакович — радянський і російський історик і громадський діяч.